# Hyperdimension Neptunia
Hyperdimension Neptunia (jap. 超次元ゲイムネプテューヌ Chōjigen Geimu Neputyūnu) – seria gier z gatunku JRPG tworzonych przez Compile Heart oraz Idea Factory. Zadebiutowała w Japonii 19 sierpnia 2010 roku grą o tym samym tytule na PlayStation 3, a następnie doczekała się wielu kontynuacji, remake’ów oraz spin-offów. Na podstawie serii powstały także mangi, anime oraz powieści.

## Tło fabularne
Akcja serii odbywa się w świecie Gamindustri, który jest podzielony na cztery regiony, z których każdy jest zarządzany przez jeden boginię/CPU (Console Patron Unit). Każda kraina odróżnia się od pozostałych pod względem wyglądu i atmosfery i reprezentuje różnych producentów konsol gier wideo. Lastation reprezentuje firmę Sony, Lowee – Nintendo, Leanbox – Microsoft, a Planeptune – Segę. Na początku opowieści cztery boginie walczą ze sobą w wojnie o tzw. akcje, które są przejawem wiary, jaką obywatele pokładają w swojej bogini. Ponieważ niektóre gry zawierają podróż w czasie lub wymiarach, tło fabularne poszczególnych tytułów nieznacznie się od siebie różni. Większość postaci w serii oparta jest na konsolach gier wideo, firmach tworzących gry lub wydawcach.

## Gry z serii

### Seria główna
- Hyperdimension Neptunia (2010)[2]
- Hyperdimension Neptunia mk2 (2011)[3]
- Hyperdimension Neptunia Victory (2012)[4]
- Hyperdimension Neptunia Re;Birth 1 (2013)[5] – remake pierwszej części gry
- Hyperdimension Neptunia Re;Birth 2: Sisters Generation (2014)[6] – remake drugiej części gry
- Hyperdimension Neptunia Re;Birth 3: V Generation (2014)[7] – remake trzeciej części gry
- Megadimension Neptunia VII (2015)[8]
- Megadimension Neptunia VIIR (2017)[9] – remake Megadimension Neptunia VII z dodanym trybem VR
- Neptunia ReVerse (2020)[10] – kolejny remake pierwszej części gry

### Spin-offy
- Hyperdimension Neptunia: Producing Perfection (2013)[11]
- Hyperdevotion Noire: Goddess Black Heart (2014)[12]
- Hyperdimension Neptunia U: Action Unleashed (2014)[13]
- MegaTagmension Blanc + Neptune VS Zombies (2015)[14]
- Superdimension Neptune vs Sega Hard Girls (2015)[15]
- Cyberdimension Neptunia: 4 Goddesses Online (2017)[16]
- Neptunia & Friends (2017)[17]
- Nep-Nep Connect: Chaos Chanpuru (2017)[18]
- Super Neptunia RPG (2018)[19]
- Neptunia Shooter (2019)[20]
- Neptunia Virtual Stars (2020)[21]